# Yaxa Dəllək
Yaxa Dəllək è un comune dell'Azerbaigian situato nel distretto di Sabirabad. Conta una popolazione di 911 abitanti.